# Johann Simon Hermstedt

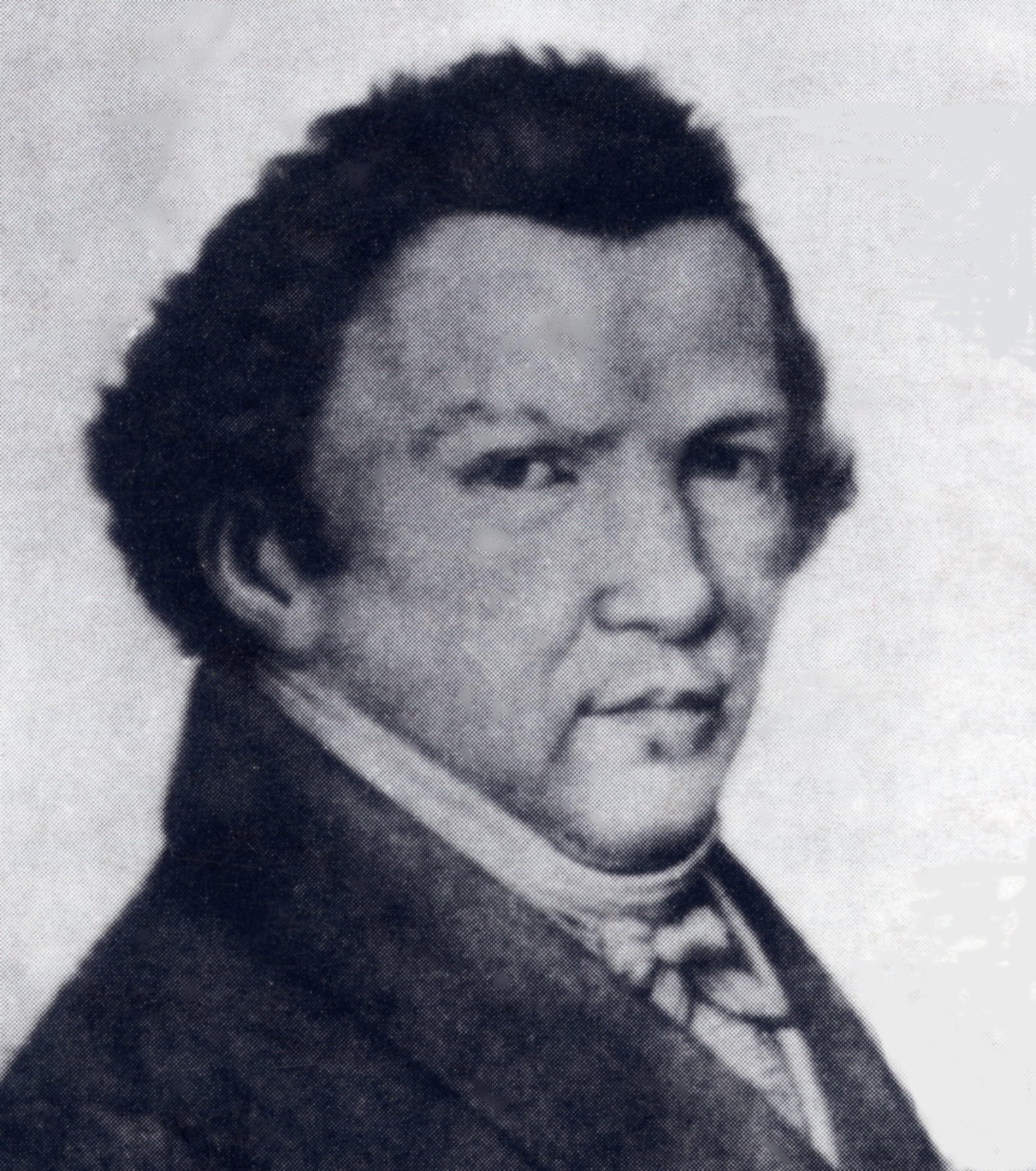
Johann Simon Hermstedt.

Johann Simon Hermstedt, född den 29 december 1778 i Langensalza, död den 10 augusti 1846, var en tysk klarinettist.
Hermstedt, som var kapellmästare i Sondershausen, var virtuos på sitt instrument. Spohr skrev enkom för honom flera klarinettsoli. 